# Lijst van voetbalinterlands Denemarken - Zwitserland
Deze lijst van voetbalinterlands is een overzicht van alle officiële voetbalwedstrijden tussen de nationale teams van Denemarken en Zwitserland. De landen speelden tot op heden vijftien keer tegen elkaar. De eerste ontmoeting, een vriendschappelijke wedstrijd, werd gespeeld in Kopenhagen op 17 juni 1923. Het laatste duel, een groepswedstrijd tijdens de UEFA Nations League 2024/25, vond plaats op 15 oktober 2024 in Sankt Gallen.

## Wedstrijden
| №  | Plaats       | Datum             | Competitie                  | Wedstrijd                | Uitslag |
| -- | ------------ | ----------------- | --------------------------- | ------------------------ | ------- |
| 1  | Kopenhagen   | 17 juni 1923      | Vriendschappelijk           | Denemarken – Zwitserland | 3 – 2   |
| 2  | Bazel        | 21 april 1924     | Vriendschappelijk           | Zwitserland – Denemarken | 2 – 0   |
| 3  | Bazel        | 27 juni 1953      | Vriendschappelijk           | Zwitserland – Denemarken | 1 – 4   |
| 4  | Kopenhagen   | 19 september 1954 | Vriendschappelijk           | Denemarken – Zwitserland | 1 – 1   |
| 5  | Kopenhagen   | 4 oktober 1972    | Vriendschappelijk           | Denemarken – Zwitserland | 1 – 1   |
| 6  | Lausanne     | 27 augustus 1980  | Vriendschappelijk           | Zwitserland – Denemarken | 1 – 1   |
| 7  | Bern         | 17 oktober 1984   | WK 1986 kwalificatie        | Zwitserland – Denemarken | 1 – 0   |
| 8  | Kopenhagen   | 9 oktober 1985    | WK 1986 kwalificatie        | Denemarken – Zwitserland | 0 – 0   |
| 9  | Zürich       | 14 oktober 1998   | EK 2000 kwalificatie        | Zwitserland – Denemarken | 1 – 1   |
| 10 | Kopenhagen   | 4 september 1999  | EK 2000 kwalificatie        | Denemarken – Zwitserland | 2 – 1   |
| 11 | Bazel        | 26 maart 2019     | EK 2020 kwalificatie        | Zwitserland − Denemarken | 3 − 3   |
| 12 | Kopenhagen   | 12 oktober 2019   | EK 2020 kwalificatie        | Denemarken − Zwitserland | 1 − 0   |
| 13 | Kopenhagen   | 23 maart 2024     | Vriendschappelijk           | Denemarken − Zwitserland | 0 − 0   |
| 14 | Kopenhagen   | 7 september 2024  | UEFA Nations League 2024/25 | Denemarken − Zwitserland | 2 − 0   |
| 15 | Sankt Gallen | 15 oktober 2024   | UEFA Nations League 2024/25 | Zwitserland − Denemarken | 2 − 2   |

## Samenvatting
| Competitie          | Totaal gespeeld | Winst Denemarken | Gelijk | Winst Zwitserland | Doelsaldo Denemarken – Zwitserland |
| ------------------- | --------------- | ---------------- | ------ | ----------------- | ---------------------------------- |
| WK-kwalificatie     | 2               | 0                | 1      | 1                 | 0 − 1                              |
| EK-kwalificatie     | 4               | 2                | 2      | 0                 | 7 − 5                              |
| UEFA Nations League | 2               | 1                | 1      | 0                 | 4 − 2                              |
| Vriendschappelijk   | 7               | 2                | 4      | 1                 | 10 − 8                             |
| Totaal              | 15              | 5                | 8      | 2                 | 21 − 16                            |

Wedstrijden bepaald door strafschoppen worden, in lijn met de FIFA, als een gelijkspel gerekend.

## Details

### Eerste ontmoeting
| Vriendschappelijk (Kopenhagen, Denemarken, 17 juni 1923):       |       |                                   |
| Denemarken                                                      | 3 – 2 | Zwitserland                       |
| Alf Olsen 20' Steen Blicher 56' (pen.) Steen Blicher 76' (pen.) | goals | 80' Robert Pache 87' Max Abegglen |

### Tweede ontmoeting
| Vriendschappelijk (Basel, Zwitserland, 21 april 1924): |       |            |
| Zwitserland                                            | 2 – 0 | Denemarken |
| Walter Dietrich 3' Max Abegglen 42'                    | goals |            |

### Zesde ontmoeting
| Vriendschappelijk (Lausanne, Zwitserland, 27 augustus 1980): |       |                  |
| Zwitserland                                                  | 1 – 1 | Denemarken       |
| Hans-Jörg Pfister 58'                                        | goals | 24' Lars Bastrup |

### Zevende ontmoeting
| WK 1986 kwalificatie (Bern, Zwitserland, 17 oktober 1984): |       |            |
| Zwitserland                                                | 1 – 0 | Denemarken |
| Umberto Barberis 42'                                       | goals |            |

### Achtste ontmoeting
| WK 1986 kwalificatie (Kopenhagen, Denemarken, 9 oktober 1985): |       |             |
| Denemarken                                                     | 0 – 0 | Zwitserland |
|                                                                | goals |             |

### Negende ontmoeting
| EK 2000 kwalificatie (Zürich, Zwitserland, 14 oktober 1998): |              | |
| Zwitserland | 1 – 1        | Denemarken |
| Stéphane Chapuisat 58' | goals        | 88' Ole Tobiasen |
| Gilbert Gress | bondscoach   | Bo Johansson |
| Andreas Hilfiker Stephane Henchoz Ciriaco Sforza Johann Vogel Sébastien Jeanneret 75' David Sesa 89' Sébastien Fournier Fabio Celestini Raphaël Wicky Stéphane Chapuisat Patrick Müller 77' | opstellingen | Mogens Krogh Ole Tobiasen Marc Rieper Jes Høgh Jan Heintze Thomas Helveg Brian Steen Nielsen 60' Per Frandsen 61' Søren Frederiksen Martin Jørgensen 77' Jon Dahl Tomasson |
| Régis Rothenbühler 75' Francesco Di Jorio 77' Bernt Haas 89' | wissels      | 60' Søren Colding 61' Ebbe Sand 77' Mikkel Beck |
| Ciriaco Sforza 36' Stéphane Chapuisat 41' | gele kaarten | 5' Ole Tobiasen 34' Brian Steen Nielsen |
| - Debuut van Francesco Di Jorio (FC Zürich) voor Zwitserland. |              | |

### Tiende ontmoeting
| EK 2000 kwalificatie (Kopenhagen, Denemarken, 4 september 1999): |              | |
| Denemarken | 2 – 1        | Zwitserland |
| Allan Nielsen 54' Jon Dahl Tomasson 81' | goals        | 79' Kubilay Türkyilmaz |
| Bo Johansson | bondscoach   | Gilbert Gress |
| Peter Schmeichel Bjarne Goldbæk 50' René Henriksen Jes Høgh Jan Heintze Thomas Helveg Allan Nielsen 80' Stig Tøfting Jon Dahl Tomasson 88' Martin Jørgensen Ebbe Sand | opstellingen | Stefan Huber Sébastien Jeanneret 59' Francesco Di Jorio Patrick Müller Marc Hodel Johann Vogel 77' David Sesa 89' Raphaël Wicky Stéphane Chapuisat Ciriaco Sforza Patrick Bühlmann |
| Søren Colding 50' Brian Steen Nielsen 80' Morten Wieghorst 88' | wissels      | 59' Kubilay Türkyilmaz 77' Sascha Müller 89' Thomas Wyss |
| Thomas Helveg 37' | gele kaarten | 13' Sébastien Jeanneret |

DBU · A-internationals · Selecties · Bondscoaches · Deens vrouwenelftal · Olympisch elftal · Denemarken U21 · Denemarken U20 · Denemarken U19 · Denemarken U18 · Denemarken U17 · Denemarken U16 · Vrouwen U17
1908 – 1919 ·
1920 – 1929 ·
1930 – 1939 ·
1940 – 1949 ·
1950 – 1959 ·
1960 – 1969 ·
1970 – 1979 ·
1980 – 1989 ·
1990 – 1999 ·
2000 – 2009 ·
2010 – 2019 ·
2020 − 2029
EK's: 1964 · 
1984 · 
1988 · 
1992 · 
1996 · 
2000 · 
2004 · 
2012 · 
2020 · 
2024
WK's: 1986 · 
1998 · 
2002 · 
2010 · 
2018 · 
2022
OS: 1908 · 
1912 · 
1920 · 
1948 · 
1952 · 
1960 · 
1972 · 
1992 · 
2016
1908 · 
1909 · 
1910 · 
1911 · 
1912 · 
1913 · 
1914 · 
1915 · 
1916 · 
1917 · 
1918 · 
1919 · 
1920 · 
1921 · 
1922 · 
1923 · 
1924 · 
1925 · 
1926 · 
1927 · 
1928 · 
1929 · 
1930 · 
1931 · 
1932 · 
1933 · 
1934 · 
1935 · 
1936 · 
1937 · 
1938 · 
1939 · 
1940 · 
1941 · 
1942 · 
1943 · 
1944 · 
1946 · 
1947 · 
1948 · 
1949 · 
1950 · 
1952 · 
1952 · 
1953 · 
1954 · 
1955 · 
1956 · 
1957 · 
1958 · 
1959 · 
1960 · 
1961 · 
1962 · 
1963 · 
1964 · 
1965 · 
1966 · 
1967 · 
1968 · 
1969 · 
1970 · 
1971 · 
1972 · 
1973 · 
1974 · 
1975 · 
1976 · 
1977 · 
1978 · 
1979 · 
1980 · 
1981 · 
1982 · 
1983 · 
1984 · 
1985 · 
1986 · 
1987 · 
1988 · 
1989 · 
1990 ·
1991 · 
1992 · 
1993 · 
1994 · 
1995 · 
1996 · 
1997 · 
1998 · 
1999 · 
2000 · 
2001 · 
2002 · 
2003 · 
2004 · 
2005 · 
2006 · 
2007 · 
2008 · 
2009 · 
2010 · 
2011 · 
2012 · 
2013 · 
2014 · 
2015 · 
2016 · 
2017 · 
2018 ·
2019 ·
2020 ·
2021 ·
2022 ·
2023
Albanië ·
Algerije ·
Argentinië ·
Armenië ·
Australië ·
België ·
Bermuda ·
Bosnië en Herzegovina · 
Brazilië ·
Bulgarije ·
Canada ·
Chili ·
Cyprus ·
DDR ·
Duitsland ·
Ecuador ·
Egypte ·
Engeland ·
Estland ·
Faeröer · 
Finland · 
Frankrijk ·
Gambia ·
Georgië ·
Ghana ·
Gibraltar ·
GOS ·
Griekenland ·
Honduras ·
Hongarije ·
Hongkong ·
Ierland ·
IJsland ·
Indonesië ·
Iran ·
Israël ·
Italië ·
Japan ·
Joegoslavië ·
Kameroen ·
Kazachstan ·
Kosovo · 
Kroatië · 
Letland ·
Liechtenstein ·
Litouwen ·
Luxemburg ·
Malta ·
Marokko ·
Mexico ·
Moldavië · 
Montenegro · 
Nederland ·
Nederlandse Antillen ·
Nigeria ·
Noord-Ierland ·
Noord-Macedonië ·
Noorwegen ·
Oekraïne ·
Oostenrijk ·
Panama ·
Paraguay ·
Peru ·
Polen ·
Portugal ·
Roemenië ·
Rusland ·
San Marino ·
Saoedi-Arabië ·
Schotland ·
Senegal ·
Servië ·
Singapore ·
Slovenië ·
Slowakije ·
Sovjet-Unie ·
Spanje ·
Suriname ·
Thailand ·
Togo · 
Tsjechië ·
Tsjecho-Slowakije ·
Tunesië · 
Turkije · 
Uruguay ·
Verenigde Arabische Emiraten ·
Verenigde Staten ·
Wales ·
Wit-Rusland ·
Zuid-Afrika ·
Zuid-Korea ·
Zweden ·
Zwitserland
Argentinië (1995) · 
Australië (2018) ·
Australië (2022) · 
België (2021) · 
Duitsland (1992) · 
Duitsland (2012) · 
Engeland (2021) · 
Finland (2021) · 
Frankrijk (2002) · 
Frankrijk (2018) · 
Japan (2010) · 
Kameroen (2010) · 
Kroatië (2018) · 
Nederland (2010) · 
Nederland (2012) · 
Peru (2018) · 
Portugal (2012) · 
Rusland (2021) · 
Senegal (2002) · 
Tsjechië (2021) · 
Uruguay (2002) · 
Wales (2021)
SFV · A-internationals · Selecties · Bondscoaches · Zwitsers vrouwenelftal · Olympisch elftal · Zwitserland U21 · Zwitserland U19 · Zwitserland U18 · Zwitserland U17 · Zwitserland U16 · Vrouwen U17
1905 – 1919 · 
1920 – 1929 · 
1930 – 1939 · 
1940 – 1949 · 
1950 – 1959 · 
1960 – 1969 · 
1970 – 1979 · 
1980 – 1989 · 
1990 – 1999 · 
2000 – 2009 · 
2010 – 2019 · 
2020 – 2029
EK's: 1996 · 
2004 · 
2008 · 
2016 · 
2020 · 
2024
WK's: 1934 · 
1938 · 
1950 · 
1954 · 
1962 · 
1966 · 
1994 · 
2006 · 
2010 · 
2014 · 
2018 · 
2022
OS: 1924 · 
1928 · 
2012
1905 · 
1906 · 1907 · 
1908 · 
1909 · 
1910 · 
1911 · 
1912 · 
1913 · 
1914 · 
1915 · 
1916 · 
1917 · 
1918 · 
1919 · 
1920 · 
1921 · 
1922 · 
1923 · 
1924 · 
1925 · 
1926 · 
1927 · 
1928 · 
1929 · 
1930 · 
1931 · 
1932 · 
1933 · 
1934 · 
1935 · 
1936 · 
1937 · 
1938 · 
1939 · 
1940 · 
1941 · 
1942 · 
1943 · 
1944 · 
1945 · 
1946 · 
1947 · 
1948 · 
1949 · 
1950 · 
1952 ·
1952 · 
1953 · 
1954 · 
1955 · 
1956 · 
1957 · 
1958 · 
1959 · 
1960 · 
1961 · 
1962 · 
1963 · 
1964 · 
1965 · 
1966 · 
1967 · 
1968 · 
1969 · 
1970 · 
1971 · 
1972 · 
1973 · 
1974 · 
1975 · 
1976 · 
1977 ·
1978 · 
1979 · 
1980 · 
1981 · 
1982 · 
1983 · 
1984 · 
1985 · 
1986 · 
1987 · 
1988 · 
1989 · 
1990 ·
1991 · 
1992 · 
1993 · 
1994 ·
1995 · 
1996 · 
1997 · 
1998 · 
1999 · 
2000 · 
2001 · 
2002 · 
2003 · 
2004 · 
2005 · 
2006 · 
2007 · 
2008 · 
2009 · 
2010 · 
2011 · 
2012 · 
2013 ·
2014 ·
2015 ·
2016 ·
2017 ·
2018 ·
2019 ·
2020 ·
2021 ·
2022
Albanië ·
Algerije · 
Andorra · 
Argentinië ·
Australië ·
Azerbeidzjan ·
België ·
Bolivia ·
Bosnië en Herzegovina ·
Brazilië ·
Bulgarije ·
Canada ·
Chili ·
China ·
Colombia ·
Costa Rica ·
Cyprus ·
Denemarken ·
DDR ·
Duitsland ·
Ecuador ·
Egypte ·
Engeland · 
Estland ·
Faeröer ·
Finland ·
Frankrijk ·
Georgië ·
Ghana ·
Gibraltar ·
Griekenland ·
Honduras ·
Hongarije ·
Hongkong ·
Ierland ·
IJsland ·
Israël ·
Italië ·
Ivoorkust ·
Jamaica ·
Japan ·
Joegoslavië ·
Kameroen ·
Kenia ·
Kosovo ·
Kroatië ·
Letland ·
Liechtenstein ·
Litouwen ·
Luxemburg ·
Malta ·
Marokko ·
Mexico ·
Moldavië ·
Montenegro ·
Nederland ·
Nigeria ·
Noord-Ierland ·
Noorwegen ·
Oekraïne ·
Oman ·
Oostenrijk ·
Panama ·
Peru ·
Polen ·
Portugal ·
Qatar ·
Roemenië ·
Rusland ·
Saarland ·
San Marino ·
Schotland ·
Servië ·
Slovenië ·
Slowakije ·
Sovjet-Unie · 
Spanje ·
Togo ·
Tsjechië ·
Tsjecho-Slowakije ·
Tunesië ·
Turkije ·
Uruguay ·
Venezuela ·
VA Emiraten ·
Verenigde Staten ·
Wales ·
Wit-Rusland ·
Zimbabwe ·
Zuid-Korea ·
Zweden
Albanië (2016) ·
Argentinië (2014) ·
Brazilië (2018) ·
Chili (2010) ·
Costa Rica (2018) ·
Ecuador (2014) ·
Frankrijk (2006) ·
Frankrijk (2014) ·
Frankrijk (2016) ·
Frankrijk (2021) ·
Honduras (2010) · 
Honduras (2014) · 
Italië (2021) · 
Oekraïne (2006) ·
Portugal (2008)  · 
Portugal (2022) · 
Roemenië (2016) · 
Servië (2018) ·
Spanje (2010) ·
Spanje (2021) ·
Togo (2006) ·
Tsjechië (2008) ·
Turkije (2008) ·
Turkije (2021) ·
Wales (2021) ·
Zuid-Korea (2006) ·
Zweden (2018)